# Jimmy Quinn (Fußballspieler, 1878)
James „Jimmy“ Quinn (* 8. Juli 1878 in Croy; † 21. November 1945 ebenda) war ein schottischer Fußballspieler. Der Mittelstürmer spielte 15 Jahre lang für Celtic Glasgow und ist bis heute einer besten Torschützen in der Vereinsgeschichte. Er vertrat zudem die schottische Fußballnationalmannschaft.

## Karriere und Leben
Jimmy Quinn wurde im Jahr 1878 in Croy, North Lanarkshire, einem Bergbaudorf etwa 20 Kilometer von Glasgow entfernt geboren. Seine Eltern stammten aus Irland. Im Alter von 22 Jahren wechselte Quinn im Jahr 1900 von Smithston Albion zu Celtic Glasgow, nachdem Celtic-Trainer Willie Maley ein Spiel im Scottish Junior Cup zwischen den Stenhousemuir Hearts und Smithston beobachtet hatte. Er unterschrieb am letzten Tag des Jahres einen Vertrag bei Celtic. Zuvor hatte er ein Vertragsangebot des AFC Sunderland abgelehnt, da dieser zu weit von seinem Elternhaus entfernt war. Ab dem 12. Januar 1901 war Quinn fester Bestandteil im Kader der ersten Mannschaft. Er arbeitete während seiner Fußballkarriere als Bergmann in den Kohleminen von Croy. Er brauchte mehrere Saisons, um sich einen Stammplatz zu erkämpfen, nachdem er von der linken Außenbahn und linken Innenseite in die Mitte versetzt wurde und als Mittelstürmer agierte. Am 19. Januar 1901 gab Quinn sein Debüt für Celtic, als er im Ligaspiel gegen den FC St. Mirren zum Einsatz kam. Beim 4:3-Sieg erzielte er ein Tor. Im April desselben Jahres erzielte er sein erstes Tor in einem Pokalfinale, als er im Endspiel des Schottischen Pokals bei einer 3:4-Niederlage gegen Heart of Midlothian traf. Der Grundstein für Quinns anhaltenden Ruhm im Trikot von Celtic wurde 1902 mit einem Hattrick im Finale des British League Cup gegen den Old-Firm-Rivalen Rangers gelegt, und 1904 im schottischen Pokalfinale gegen denselben Gegner. Zur Halbzeit führten die Rangers mit 2:0. In der zweiten Halbzeit kam Celtic jedoch zurück und gewann mit 3:2, wobei Quinn alle Tore erzielte. Dies war der zweite Hattrick in einem schottischen Pokalfinale. Es dauerte 68 Jahre, bis Dixie Deans dieses Kunststück 1972 bei Celtics 6:1-Sieg gegen Hibernian Edinburgh wiederholte. Dieser Hattrick im Pokalfinale war der erste, den ein Celtic-Spieler gegen die Rangers in einem großen Wettbewerb erzielte. Er war der einzige Spieler beider Mannschaften, der zweimal einen Hattrick in einem Old-Firm-Spiel erzielte, bis Ally McCoist ihm in den 1980er Jahren nacheiferte.

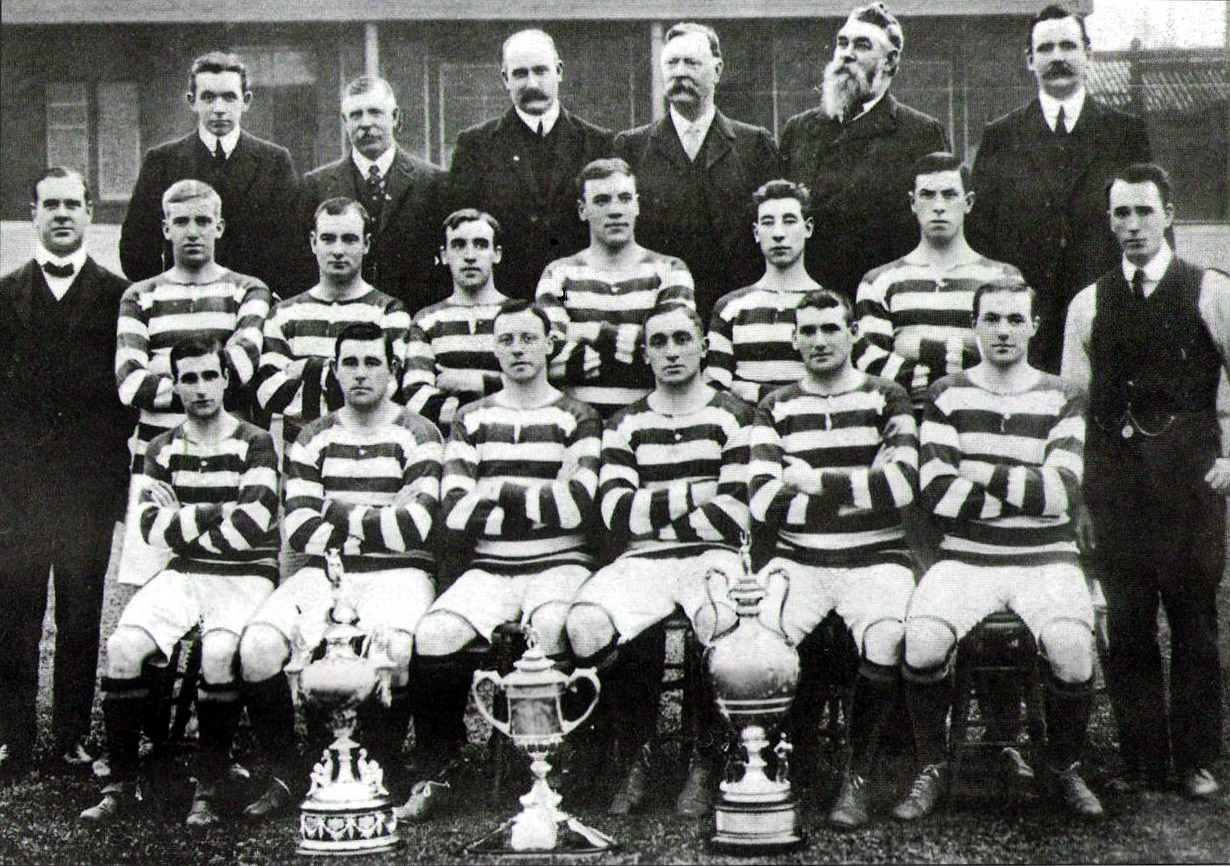
Celtic-Mannschaftsfoto mit dem Glasgow Merchants Charity Cup, dem Scottish FA Cup und dem Glasgow Cup; Quinn 1. Reihe, sitzend zweiter von rechts. (1908)

Als sich seine Karriere dem Ende näherte, dauerte es länger, bis er sich von den Verletzungen erholte, und vor allem eine Knieverletzung bereitete ihm Probleme. In seinen letzten Spielzeiten kam er nur noch sporadisch zum Einsatz und bestritt am 30. Januar 1915 sein letztes Spiel für Celtic. Sein letztes Tor erzielte er am Boxing Day 1914, als es eine 1:3-Niederlage gegen Hamilton Academical gab.
Quinn war von den Spielzeiten 1904/05 bis 1909/10 der beste Torschütze in Celtics Mannschaft als sechs Meisterschaften in Folge gewonnen wurden und erzielte in diesen sechs Spielzeiten 133 Ligatore. Er wurde viermal Torschützenkönig der gesamten Liga. Insgesamt gewann Quinn acht Meisterschaften mit Celtic und sechs schottische Pokalsiege. 1910 und 1914 gewann er mit der Mannschaft das nationale Double. Er erzielte 218 Tore in 331 Einsätzen in allen Wettbewerben – 188 in der Liga bei 273 Einsätzen und 30 Tore im schottischen Pokal bei 58 Einsätzen, acht davon in Endspielen (1904, 1908, 1909, und 1911).
Seine Trefferquote wird unter den Celtic-Torsjägern nur von Jimmy McGrory, Henrik Larsson und Sandy McMahon übertroffen. Als Torschütze in der Liga liegt er mit 187 Treffern allein hinter McGrory. Quinn war der erste Celtic-Spieler, der 200 Tore für den Klub erzielte, und nur vier andere haben dies geschafft – McGrory, Bobby Lennox (273), Larsson (242) und Stevie Chalmers (228). Er ist immer noch der fünftbeste Torschütze in der Vereinsgeschichte.
1926 erhielt er ein Abschiedsspiel, in dem Celtic gegen eine Mannschaft der schottischen Liga spielte und das mit einem 3:3-Unentschieden endete. Nach seiner Fußballkarriere kehrte er in sein Heimatdorf nach Croy zurück, arbeitete weiterhin im Bergbau und reiste zu jedem Celtic-Heimspiel als Fan.
Er starb 1945 im Alter von 67 in seinem Geburtsort Croy und wurde auf dem Friedhof in Kilsyth beerdigt.
Sein gleichnamiger Enkel Jimmy Quinn spielte in den 1960er Jahren ebenfalls für Celtic.

„Willie Maley, (Celtic Trainer 1897–1940): „He was the keystone in the greatest team the Celts ever had.““

### Schottische Nationalmannschaft
Jimmy Quinn debütierte am 18. März 1905 in der schottischen Nationalmannschaft gegen Irland während der British Home Championship 1905/06. Bei seinem Debüt erzielte er das dritte Tor beim 4:0-Sieg im Celtic Park. In seinem vierten Länderspiel im Jahr 1908 traf er bei einem 5:0-Sieg gegen Irland viermal. 1910 und 1912 traf er in weiteren Spielen gegen England und Wales. Mit Schottland nahm Quinn insgesamt sechsmal an der British Home Championship teil und gewann diese viermal. (1906, 1908, 1910, 1912)

### Spielweise
Der nur 174 cm große Quinn galt trotz seiner geringen Körpergröße als robuster, kompromissloser und zäher Stürmer, der sowohl Tempo als auch einen kraftvollen Präzisionsschuss besaß. Quinn wurde zum gefürchtetsten Stürmer im schottischen Fußball seiner Zeit. Er galt schüchtern und bescheiden in seinem Charakter und wurde von den Fans geliebt und erhielt die Namen „The Mighy Quinn“ und „The Croy Express“.

## Erfolge
mit Celtic Glasgow:
- British League Cup (1): 1902
- Glasgow Cup (5): 1905, 1906, 1907, 1908, 1910
- Schottischer Pokalsieger (6): 1904, 1907, 1908, 1911, 1912, 1914
- Schottischer Meister (8): 1905, 1906, 1907, 1908, 1909, 1910, 1914, 1915

mit Schottland:
- British Home Championship (4): 1906, 1908, 1910, 1912